# Nữ chiến binh

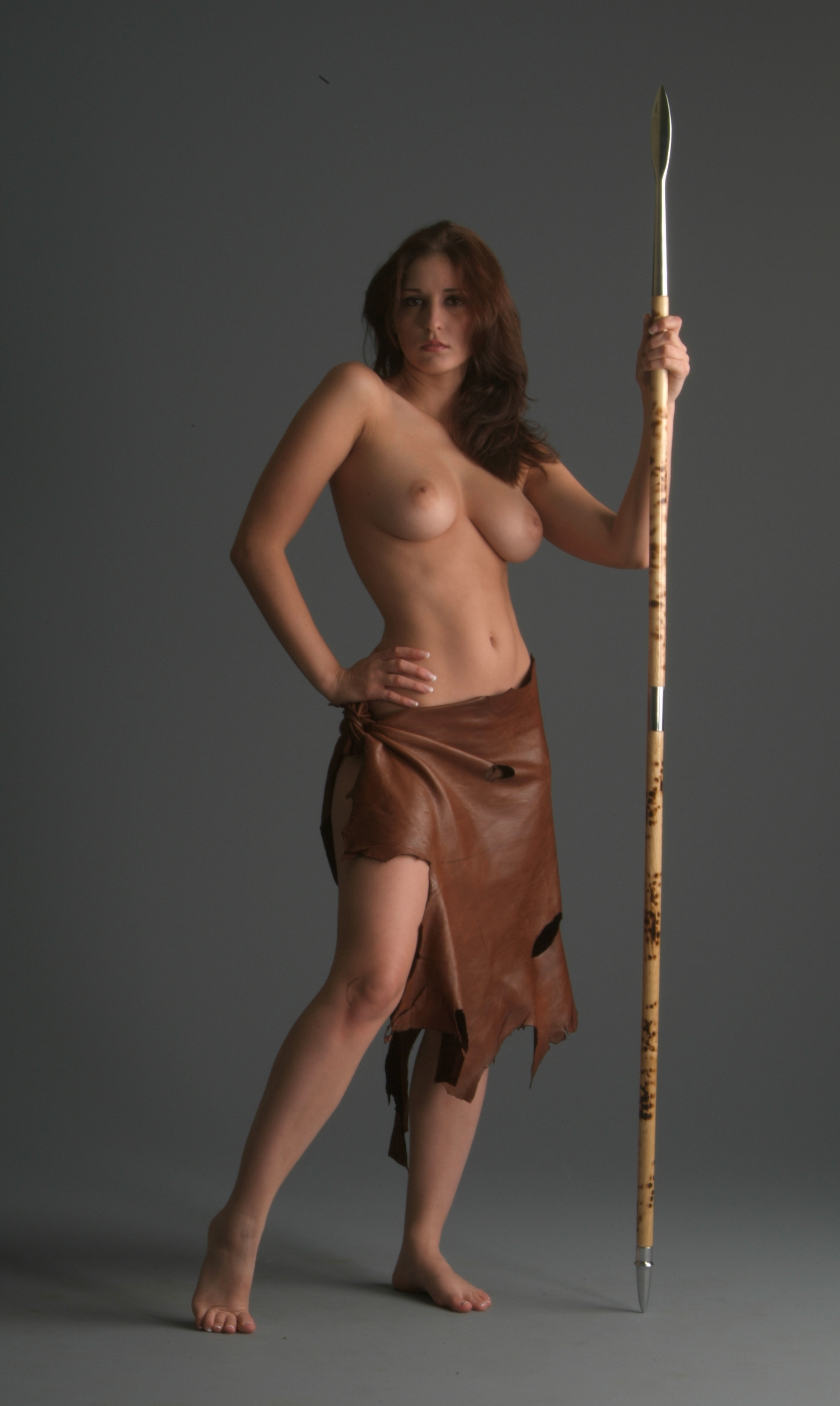
Một nữ chiến binh Barbaria

Nữ chiến binh hay chiến binh nữ là những chiến binh là phụ nữ, hình ảnh người nữ chiến binh trong văn học và văn hóa là một chủ đề nghiên cứu trong lịch sử, các nghiên cứu nghiên cứu văn học, văn hóa dân gian và thần thoại, các nghiên cứu về giới và văn hóa.

## Tổng quan
Năm 1997, những chiến binh nữ được biết đến sớm nhất được phát hiện tại một gò chôn cất đã được khai quật ở miền nam nước Nga. Họ đã được chôn cùng với thanh kiếm, dao găm, đầu mũi tên, đây là những người Scythian-Sarmatian. Đến năm 2004, 2000 ngành khảo cổ phát hiệm thêm về sự hiện diện của một nữ chiến binh ở Iran đã được tìm thấy ở phía tây bắc của thành phố Tabriz. Vai trò của những nữ chiến binh cũng được đề cập đến trong lịch sử Trung Quốc. Đế chế La Mã đôi khi có phụ nữ tham gia vào những cuộc chiến đấu sinh tử, được gọi là Gladiatrix (nữ võ sĩ giác đấu).
Tại Nam Á và Tiểu lục địa Ấn Độ, các khái niệm về một "nữ chiến binh" tồn tại cả trong thần thoại và lịch sử, và có những ghi chép của phụ nữ, những người đã dẫn quân đội vào trận chiến. Nữ chúa Lakshmibai của vùng Jhansi là một trong những nhân vật hàng đầu của cuộc nổi dậy của Ấn Độ năm 1857 và được người Anh tường thuật lại. Unniyarcca là một nàng công chúa chiến binh nổi tiếng sống tại tiểu bang phía nam Ấn Độ Kerala trong thế kỷ 16. Kittur Chennamma đã dẫn đầu một cuộc nổi loạn chống lại nước Anh trước khi cuộc nổi dậy 1857. Trong thần thoại Hindu, Chitrāngadā, vợ của Arjuna là chỉ huy quân đội của cha cô. Nữ chiến binh Amazon được toàn bộ một bộ lạc của người phụ nữ chiến binh trong truyền thuyết Hy Lạp. Nhiều chiến binh người phụ nữ khác đã xuất hiện trong văn học cổ điển: Belphoebe và Britomart trong Edmund Spenser Queene Faerie Bradamante và Marfisa trong Orlando Furioso, và Camilla trong Aeneid.

## Tham khảo

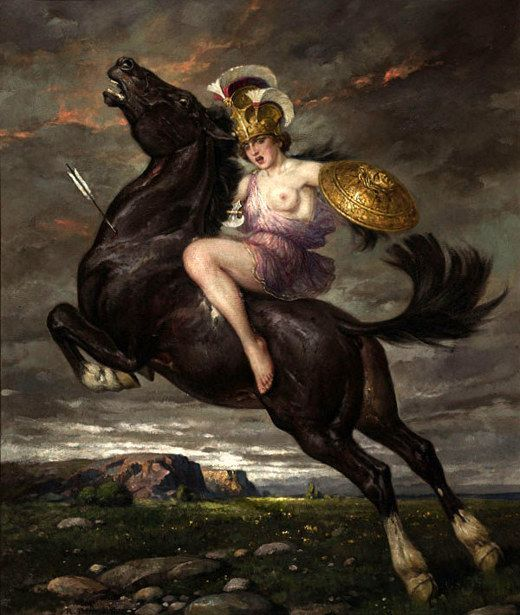
Nữ chiến binh Athena

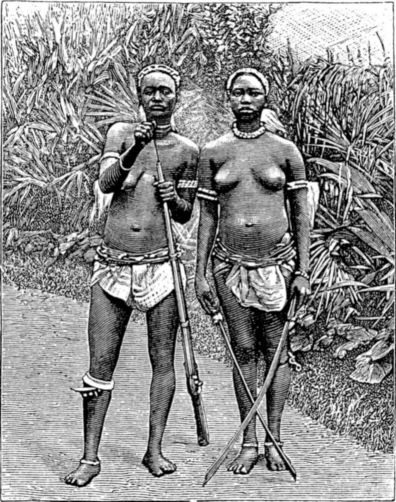
Nữ chiến binh ở Dahomey